# Comté de Beverley
Le Comté de Beverley est une zone d'administration locale au sud-est de l'Australie-Occidentale en Australie. Le comté est situé à environ 130 kilomètres au sud-est de Perth, la capitale de l'État.
Le centre administratif du comté est la ville de Beverley.
Le comté est divisé en un certain nombre de localités:
- Beverley
- Flint
- Mount Kokeby
- Mount Dale
- Talbot West
- West Dale

Le comté a 8 conseillers locaux et est divisé en 3 circonscriptions
- North Ward (3 conseillers)
- West Ward (2 conseillers)
- South Ward (3 conseillers).